# Людина після людини: Антропологія майбутнього
«Людина після людини: Антропологія майбутнього» (англ. Man After Man: An Anthropology of the Future) — науково-популярна книга британського письменника Дугала Діксона написана в жанрі спекулятивної белетристики і присвячена спочатку історії появи та розвитку людини як виду, а потім викладу авторської гіпотези про подальшу його еволюцію впродовж з 200 до 5 мільйонів років від нашого часу.
Є третьою книгою, виданою Дугалом Діксоном в цьому жанрі (раніше в 1981 році вийшла його «Після людини: Зоологія майбутнього», а в 1988 — «Нові динозаври: Альтернативна еволюція»). Ілюстрації для цього видання виконав художник Філіп Гуд (англ. Philip Hood).

## Зміст книги
В першій частині автор аналізує біологічну еволюцію та історію розвитку людини від 8 млн до 100 років тому. Коротко художньо описується життя і побут кожного з видів людини.
У другій частині описується життя через 200 років від часу написання книги. На Землі вичерпуються природні ресурси й людство готується переселитися на інші планети. В будівництві космічних кораблів беруть участь видозмінені люди, спеціально пристосовані для специфічних умов праці. Наприклад, акваморф — людина-амфібія з ластами, яка живе під водою, або вакууморф — майже сферична людина, пристосована для роботи в космосі.
Для колонізації інших планет обираються найкращі представники нормального людства. В той час як такий колоніст Джеймс Смуут готується до відльоту, на Землі шириться голод. Кушу Кристаан шукає у спустошеному катаклізмами та війнами місті їжу для своєї сім'ї, проявляючи гострі чуття та спритність.
Водночас під землею працюють високотехнологічні білкові фабрики, на одній з яких працює Гарон Солто. Його життя присвячене простому обслуговуванню машин, внаслідок чого його м'язи атрофовані. З часом подібні йому все більше покладаються на машини та кіборгізацію. Останні з 37 кораблів з колоністами відлітають у космос, лишивши решту людей на Землі сам на сам.
Задля виживання напрацювання в генній інженерії продовжують впроваджуватися. Щоб жити в нових умовах зі спустошеною екосистемою, виводяться нові види людини. Так створюються аквабіонти для життя в океані та суто травоїдні жителі степових рівнин з видовженими ногами й лезоподібними наростами на руках. Поширюються схожі на орангутанів лісові люди. Проте звичайні Homo sapiens sapiens подекуди залишилися і займаються натуральним господарством. З ними співпрацюють хайтеки, котрі досі користуються технологіями. Вони підтримують своє життя трансплантацією органів, вирощених у спеціальному виді людей — тіках. Але з часом клімат холоднішає, а хайтеки зауважують зміщення магнітних полюсів.
Через 2000 років спеціалізовані види людей все більше поширюються, іноді переходячи на канібалізм. Зміщення полюсів виводить з ладу техніку хайтеків і останні представники звичайних людей поступово вимирають, не витримуючи конкуренції з боку нових видів, які для життя технологій не потребують. Існують так звані люди пам'яті, які носять знання вже зниклої цивілізації, але не можуть їх застосувати або вважають це знання небезпечним.
Ще через 8000 років деякі види, такі як нащадки лісових і тундрових людей, вступають в симбіоз. Більш витривалі носії транспортують і захищають симбіонтів, котрі взамін допомагають своїм інтелектом. Полярні шапки розростаються, вимушуючи стада і племена кочувати.
Через 50 000 років від нашого часу льодовиковий період закінчився і замість льодовиків і тундри виникають пустелі та степи. Різноманітні істоти, похідні від людини, стають на шлях біологічної еволюції.
Минає 500 000 років. За цей час жителі рівнин розвиваються у колоніальних людей з кастовим ладом. Люди пам'яті розселяються островами на човнах, спосіб будівництва яких спромоглися згадати та застосувати. Аквабіонти ж розробили спосіб тимчасово виходити на сушу, захищені спеціальними оболонками.
Через 2 млн років колоніальні люди ще більше поглиблюють спеціалізацію своїх каст. Наприклад, каста Homo vates не має кінцівок і очей, а представники інших каст носять їх на руках. Вони будують споруди, схожі на термітники. Виникають паразитичні форми, які паразитують на інших видах людей.
За 3 млн років від нашого часу нащадки людей займають більшість екологічних ніш. Розвиваються аналоги сучасних мавп, лінивців, мурахоїдів, великих хижаків, об'єднані походженням від Homo Sapiens.
Через 5 млн років в небі з'являються дивні вогні, які виявляються космічними кораблями. Прибульці за 100 років зводять по всій Землі міста і беруться добувати корисні копалини й розводити місцевих тварин, колишніх людей. Самі прибульці постійно ходять в скафандрах, оскільки пристосовані до життя в космосі. Вони виявляються нащадками людей, котрі 5 млн років тому покинули цю планету. Вони знову піддають різноманітних істот видозмінюванню задля виведення потрібних їм. Так виникають харчові люди, з яких зрізається м'ясо у міру наростання або люди-носильники.
Після вичерпання ресурсів космічні люди відлітають до інших планет, лишивши на материках Землі суцільну пустелю. Але в глибинах океану досі збереглися осередки життя і водні, подібні на риб люди. Автор висловлює думку щодо можливості подальшого розвитку цих істот, які, можливо, колись піднімуться на поверхню.

## Оцінки й відгуки
Британський критик Девід Ленгфорд писав для журналу «The Skeptic» у 1990 році, що «Цього разу Діксон розмірковує не тільки про те, що може зробити з нами еволюція, але й про те, що, озброївшись інструментарієм генної інженерії, ми могли б досить швидко зробити для себе… Це чудове настільне читво, яскраве та розважальне, а не строго реалістичне. Купуйте його як подарунок, а не як підручник». На його думку, Діксон зумисне описав генну інженерію, щоб нав'язати тему адаптації людини, позбавленої розуму, до умов довкілля. Також, автор місцями описує не цілком наукові деталі, такі як телепатія, хоча можна припустити, що вони мають раціональне пояснення. На додаток Ленгфорд зауважив, що скафандри все ж виглядають кращим рішенням для проживання в водному чи космічному середовищі, ніж виведення для цього спеціалізованих видів людини.
Джон Вайлкс для «Los Angeles Times» відгукувався того ж року, що коли молодь прочитає цю книгу, напевне описане в ній майбутнє вдасться відвернути. «Сильна сторона „Людини після людини“ — це її здатність змушувати співпереживати таким дивним істотам, як вакуумфорф». Він погоджувався, що фахівці могли б розкритикувати образ деяких істот і використання генної інженерії як універсального засобу перетворення людини. Водночас «…сценарії, які описує Діксон, ґрунтуються на глибокому знанні автора про роботу природи, і завдання відрізнити факти від фантазії в цій книзі — потішна вправа. В будь-якому випадку, попри глибокий песимізм бачення Діксона, величезний розмах і масштабний огляд його вигаданого майбутнього людства зачарують як підлітків, так і дорослих читачів».

## Виноски
1. ↑  Man After Man. ansible.uk. Архів оригіналу за 15 квітня 2020. Процитовано 12 вересня 2021.
2. ↑  Facebook; Twitter; options, Show more sharing; Facebook; Twitter; LinkedIn; Email; URLCopied!, Copy Link; Print (25 вересня 1990). BOOK REVIEW : Hope, Despair Clash in a Fictional Future in 'Man After Man'. Los Angeles Times (амер.). Архів оригіналу за 12 вересня 2021. Процитовано 12 вересня 2021.

## Видання
- Man After Man: An Anthropology of the Future. — St. Martin's Press, 1990. — 128 р.